# HandyGames
HandyGames是一家手机游戏、手机软件开发出版商。公司总部位于德国吉伯尔施塔特。

## 历史
HandyGames公司于2000年成立，创始人为Christopher兄弟、Markus Kassulke以及Udo Bausewein。截止至2010年，公司员工数为35人。HandyGames公司一直保持着个人管理模式和小型公司的规模，但是公司仍然活跃于高科技产业以及软件游戏产业。2008年4月，HandyGame与索尼爱立信公司成为战略合作伙伴。

## 公司

### 开发
以下是HandyGames公司发行的游戏和软件平台：
- iPhone/iPod touch/iPad
- BlackBerry
- Android
- Windows Mobile
- JavaME

HandyGames 还涉及了以下产业：
- 手机互联网
- 出版和国家文化出版内容审核
- 图片
- 外包/代工

### 获得的奖项（部分）
HandyGames已经获得了超过100个国际奖项，以下为部分：
- 2006年德国游戏开发商奖：最佳游戏/剧情和最佳音乐声效奖[2]
- 2008年德国游戏开发商奖：最佳手机游戏开发商奖[3]

### 发行的游戏（部分）
- Townsmen-Serie (2003–2009)
- Liftboy (2006)
- Gothic 3: The Beginning (2008)
- Aces of the Luftwaffe (2008)
- Crazy Hospital (2009)
- Devils & Demons (2009)
- Anno - Create a new World (2009)
- Silent Hunter - U-Boat Aces (2009)
- Guns'n'Glory (2010)
- Farm Invasion USA (2010)
- Arcadius (2010)

## 外部連結
官方网站（英文）